# 亚当·卡得
亚当·卡得（Adam Cadre，1975年2月5日—），是美國編劇，其活躍於小說、腳本、網頁漫畫、雜文等領域，但以文字冒險遊戲最為知名。

## 傳記
卡得1998年的作品《Photopia》除去了以往文字冒險遊戲解謎和資源管理的要素，引領了該類遊戲的新方向；評論稱其「對文字冒險遊戲發展影響巨大」，「對整個電子遊戲界都很重要，加深了我們對互動媒體的認識」。他接下來的互動式小說作品，1999年的《水痘》，贏得多項XYZZY大獎並成為學術研究對象。他的遊戲《9:05》為公認的優秀文字冒險遊戲入門作品。
他的主要非文字冒險遊戲作品為小說《Ready, Okay!》（2000年）。

## 外部連結
- Cadre's web site（页面存档备份，存于）
- Lyttle Lytton website（页面存档备份，存于）